# Clang of the Yankee Reaper
Clang of the Yankee Reaper è il terzo album di Van Dyke Parks, pubblicato dalla Warner Bros. Records nel 1975.

## Tracce
Lato A
1. Clang of the Yankee Reaper – 3:39 (Martin Kibbee, Trevor Lawrence, Van Dyke Parks)
2. City on the Hill – 2:59 (Winston Monseque)
3. Pass That Stage – 2:57 (Slinger Francisco)
4. Another Dream – 2:52 (The Sandpebbles)
5. You're a Real Sweetheart – 1:07 (J. Nocentelli)

Lato B
1. Love Is the Answer – 3:15 (F. Williams)
2. Iron Man – 3:02 (S. Cummings)
3. Tribute to Spree – 3:36 (Aldwyn Roberts)
4. Soul Train – 3:10 (Aldwyn Roberts)
5. Cannon in D – 2:40 (Johann Pachelbel)

Edizione CD del 1999, pubblicato dalla Rykodisc Records (RCD 10454)
1. Clang of the Yankee Reaper (Martin Kibbee, Trevor Lawrence, Van Dyke Parks)
2. City on the Hill (Winston Monseque)
3. Pass That Stage (Slinger Francisco)
4. Another Dream (The Sandpebbles)
5. You're a Real Sweetheart (J. Nocentelli)
6. Love Is the Answer (F. Williams)
7. Iron Man (S. Cummings)
8. Tribute to Spree (Aldwyn Roberts)
9. Soul Train (Aldwyn Roberts)
10. Cannon in D (Johann Pachelbel)
11. Amazing Grace (Slow Version) (Brano tradizionale, arrangiamento di Van Dyke Parks) – Bonus Track
12. Amazing Grace (Toe Tapper) (Brano tradizionale, arrangiamento di Van Dyke Parks) – Bonus Track

## Musicisti
- Van Dyke Parks - voce
- Jesse Ed Davis - chitarra
- Fred Tackett - chitarra
- Bobby Keys - sassofono
- Malcolm Cecil - sintetizzatore
- Klaus Voormann - basso
- Jim Keltner - batteria
- Chili Charles - batteria, percussioni
- Hugh Borde - percussioni
- Hollis Durity - percussioni
- Robert Greenidge - percussioni
- Noble Williams - ?
- Bob Thompson - conduttore orchestra (brano: Cannon in D)
- Trevor Lawrence - arrangiamenti, produttore[3][5]